# Státní veterinární správa České republiky
Státní veterinární správa je organizací zřízenou na základě zákona č. 166/1999 Sb., o veterinární péči a o změně souvisejících zákonů (veterinární zákon), ve znění pozdějších předpisů, jako správní úřad v resortu Ministerstva zemědělství a nejvyšší orgán veterinární správy s celorepublikovou působností. V čele Státní veterinární správy stojí ústřední ředitel, kterým je od roku 2016 MVDr. Zbyněk Semerád.

## Popis činnosti
Ze zákona vykonává na území České republiky zejména dozor nad zdravím zvířat, nad tím, aby nebyla týrána, nad zdravotní nezávadností potravin živočišného původu, chrání státní území před možným zavlečením nebezpečných nákaz nebo jejich nositelů a dozoruje dovoz živých zvířat a živočišných produktů ze zahraničí. Státní veterinární správu tvoří Ústřední veterinární správa se sídlem v Praze, krajské veterinární správy, které vykonávají svou působnost ve věcech veterinární péče na území shodném s územím krajů podle ústavního zákona o vytvoření vyšších územních samosprávných celků, a Městská veterinární správa v Praze, která vykonává působnost krajské veterinární správy na území hlavního města Prahy.